# Jimmy Devins
James Devins (né le 20 septembre 1948) est un médecin et homme politique irlandais du Fianna Fáil. Il est Teachta Dála (TD) de 2002 à 2011.

## Jeunesse
Devins est médecin de profession et travaille comme médecin généraliste dans la ville de Sligo à partir de 1975. Son grand-père James Devins est député Sinn Féin pour Sligo – Mayo East de 1921 à 1922. Il est marié à la juge Mary Devins.

## Carrière
Devins est élu au conseil du comté de Sligo en 1991 et réélu en 1999. Il est élu pour la première fois au Dáil Éireann lors des élections générales de 2002 dans la circonscription de Sligo-Leitrim. Aux élections générales de 2007, il est élu dans la circonscription de Sligo-North Leitrim.
En juillet 2007, une loi est adoptée pour augmenter le nombre de ministres d'État de 17 à 20, et Devins est nommé par Bertie Ahern comme ministre d'État aux ministères de la Santé et de l'Enfance, de l'Éducation et des Sciences; des Entreprises, du commerce et de l'emploi et justice, de l'égalité et de la réforme législative, avec une responsabilité particulière pour les questions de handicap et de santé mentale, à l'exclusion de la discrimination.
En mai 2008, Brian Cowen succède à Ahern au poste de Taoiseach et nomme Devins au poste de ministre d'État auprès des ministères de l'Entreprise, du Commerce et de l'Emploi, ainsi que de l'Éducation et des Sciences, avec une responsabilité particulière pour la science, la technologie et l'innovation. En avril 2009, Cowen demande la démission de tous les ministres d'État afin de réduire leur nombre de 20 à 15. Devins ne fait pas partie de ceux qui sont reconduits.
Le 5 août 2009, Devins (avec son collègue député Fianna Fáil Eamon Scanlon) démissionne du groupe parlementaire en raison de son opposition aux réductions de services à l'hôpital général de Sligo. Il déclare qu'il reste membre du parti Fianna Fáil. Il réintègre le groupe parlementaire Fianna Fáil le 25 janvier 2011, un jour avant l'élection à la direction.
Devins ne se représente pas aux élections générales de 2011.